# Chronologie de l'invasion de l'Ukraine par la Russie (août 2024)
Pour un article plus général, voir Invasion de l'Ukraine par la Russie.
Cet article fait partie de la chronologie de l'invasion de l'Ukraine par la Russie et présente une chronologie des événements clés de ce conflit durant le mois d'août 2024.
Pour les événements précédents, voir Chronologie de l'invasion de l'Ukraine par la Russie (juillet 2024).
Pour les événements suivants, voir Chronologie de l'invasion de l'Ukraine par la Russie (septembre 2024).

## Chronologie des évènements

### 1eraoût
L'Ukraine promulgue une loi pour la suspension temporaire du remboursement de sa dette extérieure, ce qui comprend un coupon de 34 millions de dollars sur une euro-obligation venant à échéance le 1er août. L'Ukraine renégocie sa dette et demande une décote nominale de 37 % sur les obligations internationales en circulation de l'Ukraine ; décote pour économiser 11,4 milliards de dollars. C'est la deuxième restructuration importante de la dette depuis 2014 et le début de l'invasion de la Russie.
Les premiers avions F16 sont arrivés en Ukraine
Un échange de 26 prisonniers entre la Russie et plusieurs pays occidentaux a lieu à Ankara en Turquie. La Russie libère Evan Gershkovich, Vladimir Kara-Mourza, Lilia Tchanycheva, Ilia Iachine, Ksenia Fadeïeva, Andrei Pivovarov (en), Paul Whelan, Alsou Kourmacheva, Oleg Orlov, Alexandra Skotchilenko, Demouri Voronine, Kevin Lik, Patrick Shebel, Guerman Moïjes, et Vadim Ostanine et la Biélorussie Rico Krieger. En échange, les États-Unis libèrent Vladislav Kliouchine, Roman Seleznev (en) et Vadim Konochtchenok, la Pologne Pavel Rubtsov dit Pablo Gonzalez, l'Allemagne Vadim Krassikov, la Norvège Mikhaïl Mikouchine, et la Slovénie Artiom et Anna Doultsev et leurs deux enfants,
L'ancien député et opposant russe  Ilia Ponomarev a été blessé par une attaque de drones russe près de Kyïv.

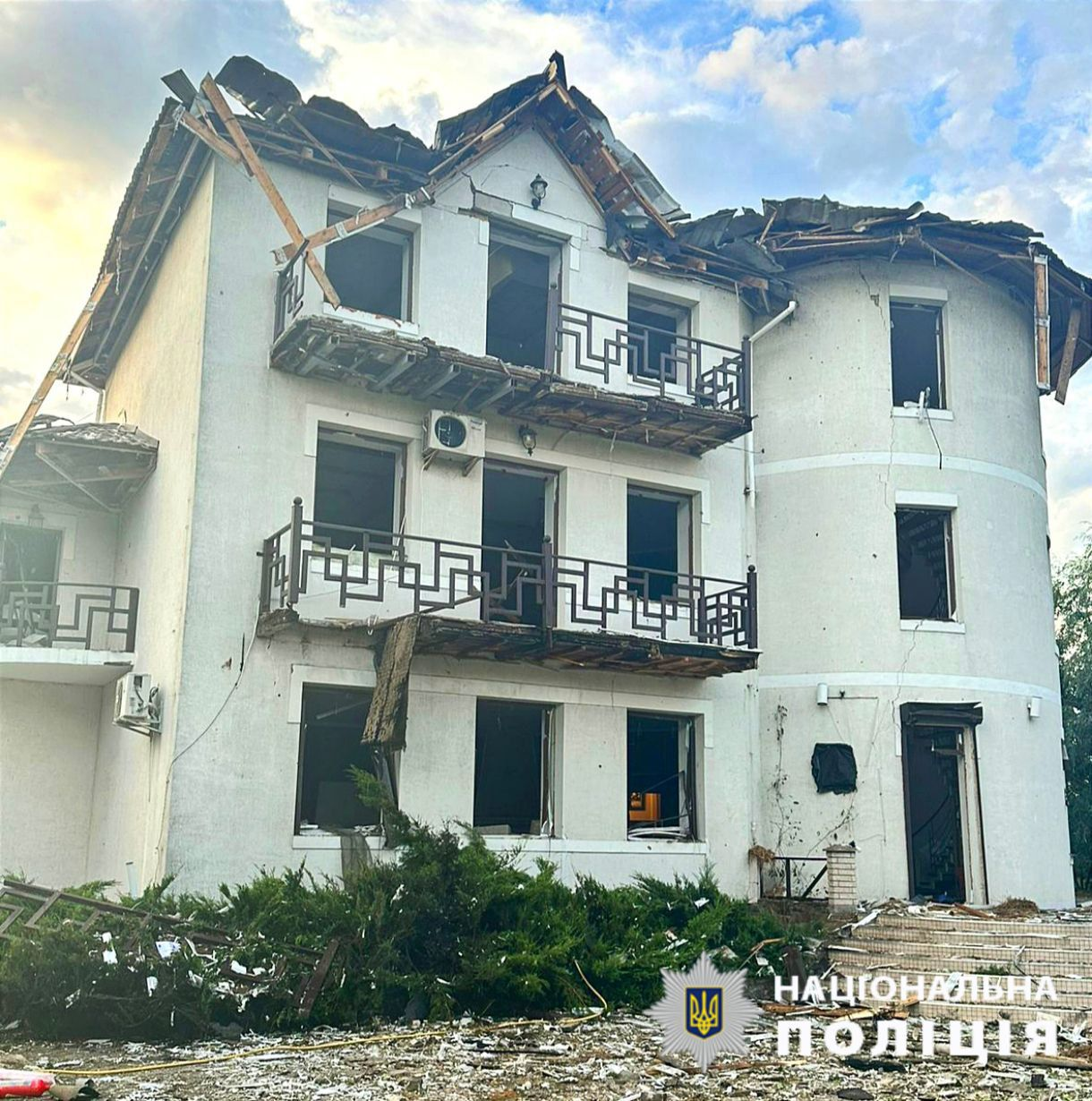
La maison de la famille Ponomarev touchée par l'attaque, image de la Police nationale

### 2 août
DeepSate rapporte que les forces russes se sont emparées du village de Vessele (raïon de Donetsk) (uk) dans l'oblast de Donetsk et ont progressé dans les régions de Lyssytchne, Ivanivka, Serhiïvka (uk) et Jelanne (uk).
Le magazine Forbes estime qu'environ 20 régiments et brigades russes, soit potentiellement 40 000 soldats, attaquaient six brigades ukrainiennes d'environ 12 000 soldats près de Pokrovsk, oblast de Donetsk, et que les russes avançaient régulièrement derrière un barrage de bombes planantes dévastatrices et de missiles antichars.

### 3 août
Crimée occupée, l'armée ukrainienne affirme avoir coulé, dans le port de Sébastopol, le sous-marin « Rostov-sur-le-Don » de la flotte russe de la mer Noire et endommagé un système de missiles S-400 lors d'une « frappe réussie »,,,.
Une importante attaque ukrainienne de drones a été menée contre la base aérienne de Morozovsk, oblast de Rostov, en Russie, avec de multiples explosions importantes signalées par des journalistes et citoyens russes locaux, dont de nombreuses explosions secondaires de roquettes et de matériel explosif. L'armée ukrainienne déclare que les drones ont également touché un dépôt de munitions où un grand nombre de bombes planantes et de roquettes étaient stockées,,,.

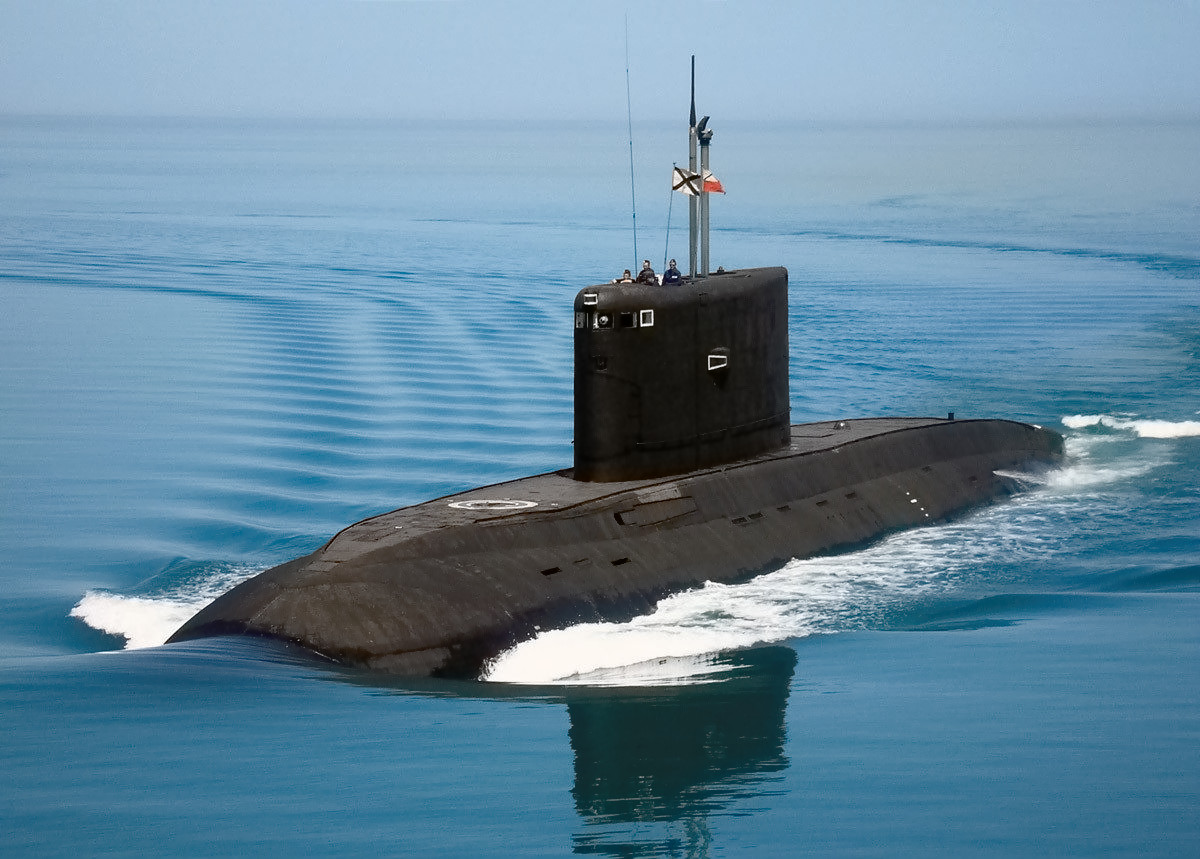
Le sous-marin « Rostov-sur-le-Don »

### 4 août
La Russie s'empare du village de Novoselivka Persha (uk) dans l'oblast de Donetsk,.
Le groupe tactique opérationnel ukrainien « Kharkiv » rapporte que la Russie a recruté des volontaires étrangers, en particulier des résidents égyptiens, et les avait envoyés combattre les forces ukrainiennes dans l'oblast de Kharkiv. Le quartier général de coordination pour le traitement des prisonniers de guerre de l'Ukraine indique que la Russie implique de plus en plus de mercenaires étrangers de pays ayant une « situation économique difficile » dans sa guerre en Ukraine.

### 5 août
Russie, les services de renseignement ukrainiens, citant des images satellite, ont rapporté que le 3 août 2024, lors d'une attaque sur l'aérodrome de Mrozovsk dans l'oblast de Rostov, un avion Su-34 a été détruit et deux autres ont été endommagés. En outre, la frappe a complètement détruit un dépôt d'armes de l’armée de l'Air russe et endommagé quatre bâtiments techniques et deux hangars.

### 6 août
Les propagandistes russes signalent un raid transfrontalier dans la matinée,,. Les Forces armées ukrainiennes auraient franchi la frontière russo-ukrainienne en plusieurs groupes sur le territoire des raïons de Soudja et de Korenevo dans l'oblast de Koursk en Russie. Selon la Russie, environ 300 militaires ukrainiens des 22e et 88e brigades mécanisées et le corps des volontaires russes, accompagnés de 11 chars et plus de 20 véhicules blindés de combat auraient pris part à l'offensive. Les principales directions de l'avancée des forces armées ukrainiennes seraient les villages d'Olechnia en direction de Soudja et Nikolaïevo-Darino, qui se trouvent au nord-est de Soumy.

L'offensive sur une carte de l'est de l'Ukraine
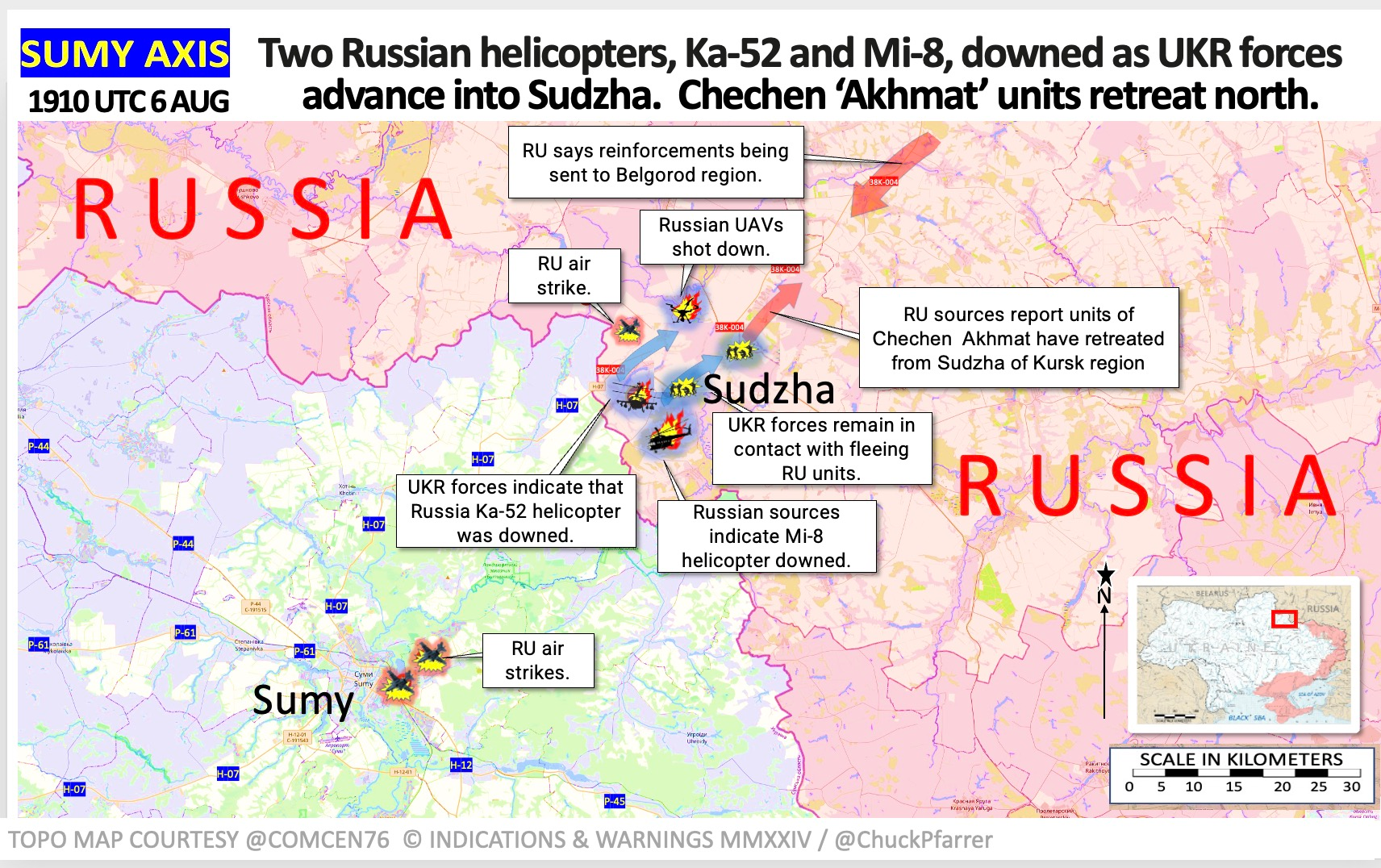

### 7 août
Le mouvement « Chemin du retour » un mouvement de femmes dont les maris, civils, ont été mobilisés à l'automne 2022 (ru) pour renforcer l'armée sur le front ukrainien et qui ne sont toujours pas rentrés est déclaré agent de l'étranger,.
Les forces spéciales du SBU ont abattu pour la première fois un hélicoptère russe Mi-28 au-dessus de l'oblast de Koursk avec une munition rôdeuse,.
L'armée russe indique que des combats liés à une incursion ukrainienne dans l'oblast de Koursk se poursuivent , d'environ 1 000 hommes, et que des conscrits russes ont été faits prisonniers hier, mais affirme avoir détruit plusieurs véhicules blindés des forces armées ukrainiennes. Vladimir Poutine affirme qu'« en tirant de manière aveugle avec différents types d’armes, y compris des roquettes, sur des bâtiments civils, des habitations et des ambulances, l'Ukraine faisait une provocation à grande échelle »

### 8 août
Moscou affirme avoir tué 660 militaires et détruit 82 véhicules blindés ukrainiens depuis le début de l'incursion dans l'oblast de Koursk. Les blogueurs militaires russes, affirment que les troupes ukrainiennes ont parcouru quinze kilomètres et contrôlent la station de gaz de Soudja.
L'Ukraine devrait bientôt utiliser des chiens robots (« BAD One » et « BAD Two ») sur la ligne de front, pour remplacer les soldats lors des missions périlleuses comme l'espionnage des tranchées russes et l'intérieur de bâtiments, la détection de mines,,,.

### 9 août
À la suite d'une attaque de drones ukrainiens, une base aérienne située dans l'oblast de Lipetsk, Russie, est en feu et une centrale électrique a été endommagée,,.
Le ministère de la Défense russe indique que les combats se poursuivent dans l'oblast de Koursk,. Une colonne entière de véhicules russes venue renforcer les troupes russes de l'oblast est détruite dans le village de Oktiabrskoïe, raïon de Rylsk. Il pourrait y avoir quatre-cent-quatre-vingt-dix pertes.
Le HUR affirme que les unités ukrainiennes « Chimère », « Stouhna (uk) », « Parangon », « bataillon sibérien » et « Terreur (uk) », avec le soutien de la Marine ukrainienne, ont lancé un raid aéroporté sur la flèche de Kinbourn, occupée par la Russie, à l'embouchure du Dnipro dans l'oblast de Mykolaïv, tuant une trentaine de soldats et détruisant six véhicules blindés. Le ministère russe de la Défense affirme avoir détruit le groupe.
Le HUR affirme également avoir détruit un patrouilleur russe  Projet KS-701 de classe Tunets (Тунець-Tuna-Tunets), et endommagé trois autres navires lors d'une autre attaque près de Tchornomorske, en Crimée, à l'aide d'un drone naval MAGURA V5,.
Une frappe russe (en) sur un supermarché de Kostiantynivka, oblast de Donetsk, fait au moins 14 morts et 43 blessés, avant de bombarder un nouvelle fois une zone d'habitations de la ville avec une roquette de Smertch

Destructions à Kostiantynivka après une frappe de missile
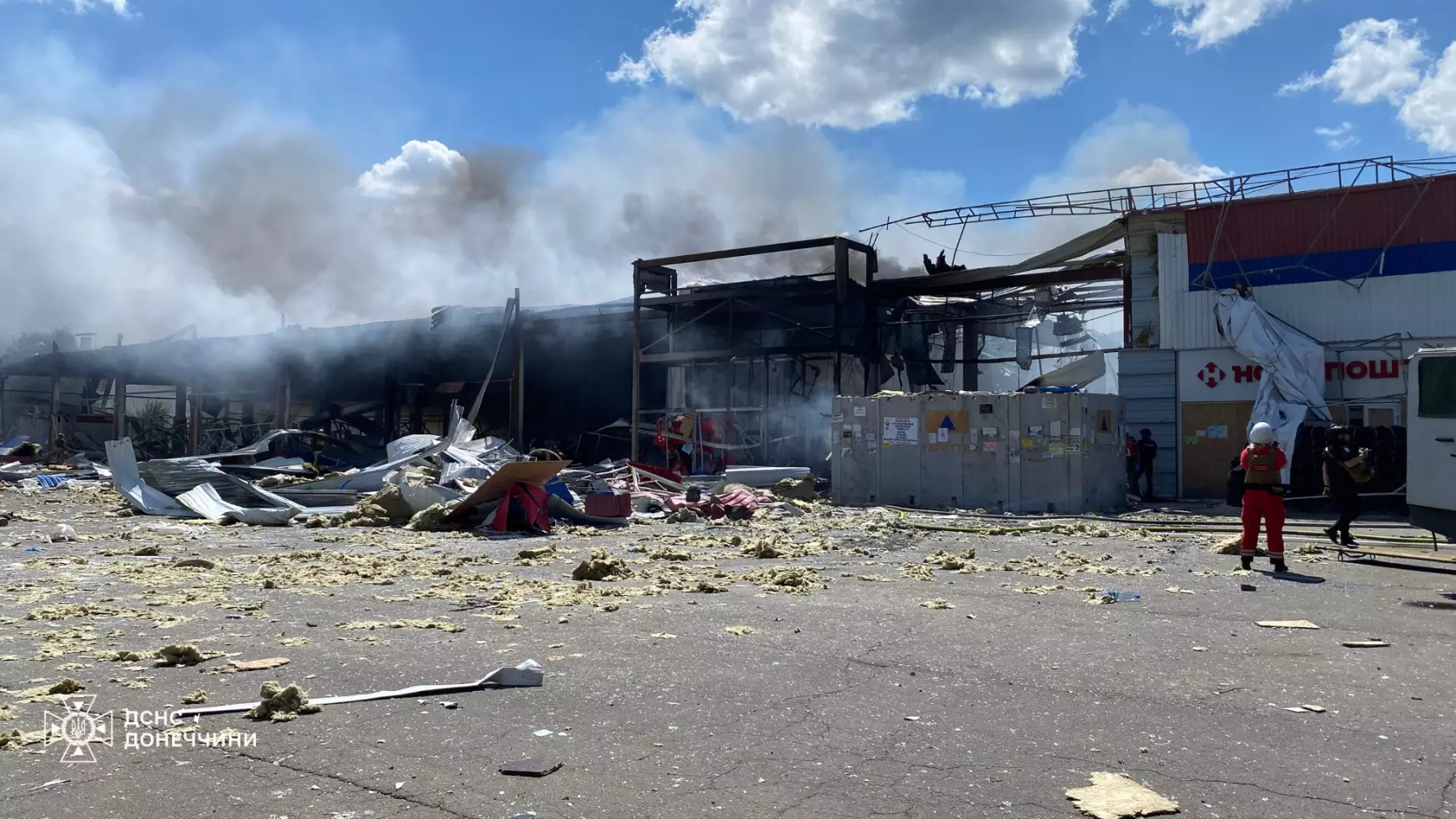

- Destructions à Kostiantynivka après une frappe de missile (en)

### 10 août
La Russie annonce des « opérations antiterroristes dans les oblasts de Belgorod, de Briansk et de Koursk, afin d’assurer la sécurité des citoyens et supprimer la menace d'actes terroristes perpétrés par les groupes de sabotage de l'ennemi ». L'Institute for The Study of War, l'ISW,  estime que « le commandement russe semble s'appuyer sur des unités existantes déployées dans la zone frontalière internationale et sur des forces disponibles à l'arrière, dont la plupart sont des unités composées de conscrits et de forces irrégulières, pour faire face à l'offensive ukrainienne en cours dans l'oblast de Koursk et résiste peut-être actuellement aux pressions visant à redéployer des forces d'autres fronts pour empêcher l'offensive ukrainienne de perturber les opérations militaires russes dans l’est de l'Ukraine, ».
Le ministère de la Défense russe, affirme « avoir repoussé les forces armées ukrainiennes qui ont perdu jusqu’à 1 120 militaires et 140 véhicules blindés, dont 22 chars ».
Des forces armées ukrainiennes posent avec des drapeaux ukrainiens et géorgiens après avoir pris le contrôle du village de Poroz, situé à environ deux kilomètres de la frontière ukrainienne dans le raïon de Graïvoron, oblast de Belgorod,.
L'armée ukrainienne détruit une plate-forme de forage et de production de gaz en mer Noire, à l'aide d'un drone marin Sea Baby.

### 11 août
Le ministère russe de la Défense affirme avoir abattu une trentaine de drones ukrainiens et quatre missiles Totchka-U au-dessus des oblasts de Belgorod, de Koursk, de Voronej, de Briansk et d'Orel.
La Russie indique avoir évacué plus de 76 000 civils de la zone touchée par l'offensive.
Un incendie s'est déclaré dans une tour de refroidissement de la centrale nucléaire de Zaporijjia. Les autorités installées par la Russie attribuent l'incident aux bombardements ukrainiens et l'Ukraine accuse les forces russes d'en être responsables,.

### 12 août
Selon l'ISW, les forces ukrainiennes semblent avoir encore progressé dans l'oblast de Koursk, malgré les récentes affirmations de blogueurs militaires selon lesquels les forces russes ont stabilisé la situation dans l'oblast de Koursk. Pendant ce temps, les forces russes avancent dans deux directions ; l'oblast de Kharkiv, près de Vovchansk, et dans l'oblast de Donetsk près de Tchassiv Iar, Toretsk et Pokrovsk et ont capturé le village de Lyssytchne (uk) .
Le 225e bataillon d'assaut ukrainien a publié une vidéo de soldats ukrainiens retirant le drapeau russe dans le village de Nikolaïevo-Darino, dans l'oblast de Koursk,. De plus, lors du bombardement fratricide, un hélicoptère russe Ka-52M a attaqué une colonne de troupes russes dans le village de Kryvytski Boudy (ru), dans le raïon de Belaïa, oblast de Koursk en Russie, détruisant un canon automoteur 2S19M2 Msta-S
Les forces ukrainiennes ont lancé de nouvelles incursions dans l'ouest de l'oblast de Koursk près de Slobodka-Ivanovka (ru), dans le raïon de Rylsk situé au nord-ouest de la ville de Soumy et à deux kilomètres de la frontière, Tiotkino (au sud de Slobodka-Ivanovka le long de la frontière internationale), Gordeïevka (ru), Ouspenovka (ru) et Viktorovka (ru) (tous au nord de la ville de Soumy le long de la frontière internationale et au sud de Korenevo). 

Des sources russes affirment que les forces ukrainiennes se sont emparées de Slobodka-Ivanovka (ru), Ouspenovka (ru) et Viktorovka (ru),.

Incursion  dans le secteur de Slobodka-Ivanovka
Dans le coin supérieur gauche de la carte

### 13 août
Une semaine s'est écoulée depuis le début de l'incursion ukrainienne. Le gouverneur de l'oblast de Koursk (ru), Alexeï Smirnov, rapporte l'évacuation de 121 000 Russes et de 11 000 autres dans l'oblast de Belgorod limitrophe. L'armée ukrainienne affirme contrôler 1 000 km2 et 74 localités russes. De son côté, le gouvernement russe mentionne une avancée de 12 kilomètres sur un front de 40 kilomètres de large et indique que l'Ukraine a perdu 32 chars dans la région.
Vladimir Poutine nomme Alexeï Dioumine, son ex-garde du corps et actuel assistant du président de la fédération de Russie (ru), commandant des forces russes en charge de repousser l'offensive ukrainienne dans l'oblast de Koursk,,.

### 14 août
La Russie accuse l'Ukraine d'avoir mené une attaque massive de missiles et de drones en Russie sur les oblasts de Koursk, de Voronej, de Belgorod, de Nijni Novgorod, de Volgograd, de Briansk, d'Orel et de Rostov, ajoutant qu'elle avait abattu 117 drones et quatre missiles. Selon les médias locaux, au moins 10 drones ukrainiens ont frappé la base aérienne de Savasleyka dans l'oblast de Nijni Novgorod.
L'armée ukrainienne affirme avoir abattu un Su-34 au-dessus de l'oblast de Koursk.
Le Service de sécurité d'Ukraine, SBU, annonce la découverte d'un réseau d'espionnage travaillant pour le compte de la Russie, dont les membres comprenaient deux membres de l'équipe de sécurité de l'ancien Président Viktor Ianoukovitch et un membre en service de la Garde nationale ukrainienne.
DeepStateMap.Live indique que la Russie a conquis les villages de Jelanne (uk) et Horlivka, à l'est de Pokrovsk,   oblast de Donetsk.

### 15 août
Oleksandr Syrskyi, commandant en chef des forces armées ukrainiennes, annonce la mise en place d'une administration militaire dans les parties occupées de l'oblast de Koursk, Russie, qui sera dirigée par le général Moskalyov,. 1 150 km2 et 82 localités de l'oblast sont désormais sous le contrôle de Kyïv et avoir pris le contrôle complet de la ville russe de Soudja.
Un bombardier stratégique Tu-22M3 s'écrase dans l'oblast d'Irkoutsk, en Russie.
En Ukraine, oblast de Donetsk, la Russie revendique la prise du village d'Ivanivka, situé à une quinzaine de kilomètres de Pokrovsk .

### 16 août
Dans l'oblast de Koursk, raïon de Glouchkovo, les Forces armées ukrainiennes ont détruit le principal pont à Glouchkovo, et en ont endommagé sévèrement un deuxième à Zvannoïe. Un troisième, et dernier pont, à Karyj (ru), est quant à lui la cible de missiles. Ces différents ponts enjambant la rivière Seïm permettaient à l'armée russe d'assurer son soutien logistique dans le sud-ouest de l'oblast. De nombreux soldats russes pourraient ainsi être coupés des autres.
La 80e brigade d'assaut aérien revendique la capture de nombreux soldats russes,.
Le ministère de la Culture d'Ukraine montre un monument à Vladimir Lenine détruit à Soudja, Russie,.
La Russie revendique la destruction de douze missiles visant le pont de Crimée.

### 17 août
L'Ukraine indique avoir repoussé 51 attaques russes, oblast de Donetsk, autour de quinze localités différentes en direction de Pokrovsk, dont Vozdvyjenka (uk), Novojelanne (uk), Hrodivka et en direction de Zelene Pole (uk).
Une source ukrainienne déclare que la Russie aurait redéployé plusieurs brigades en sous-effectif totalisant environ 5 000 soldats de divers points de l'Ukraine vers l'oblast de Koursk depuis le début de l'offensive ukrainienne vers Koursk.
Un mort et  des destructions à Myrnohrad, région de Pokrovsk après une attaque de missile.

Un immeuble en construction et une voiture touchés à Myrnohrad
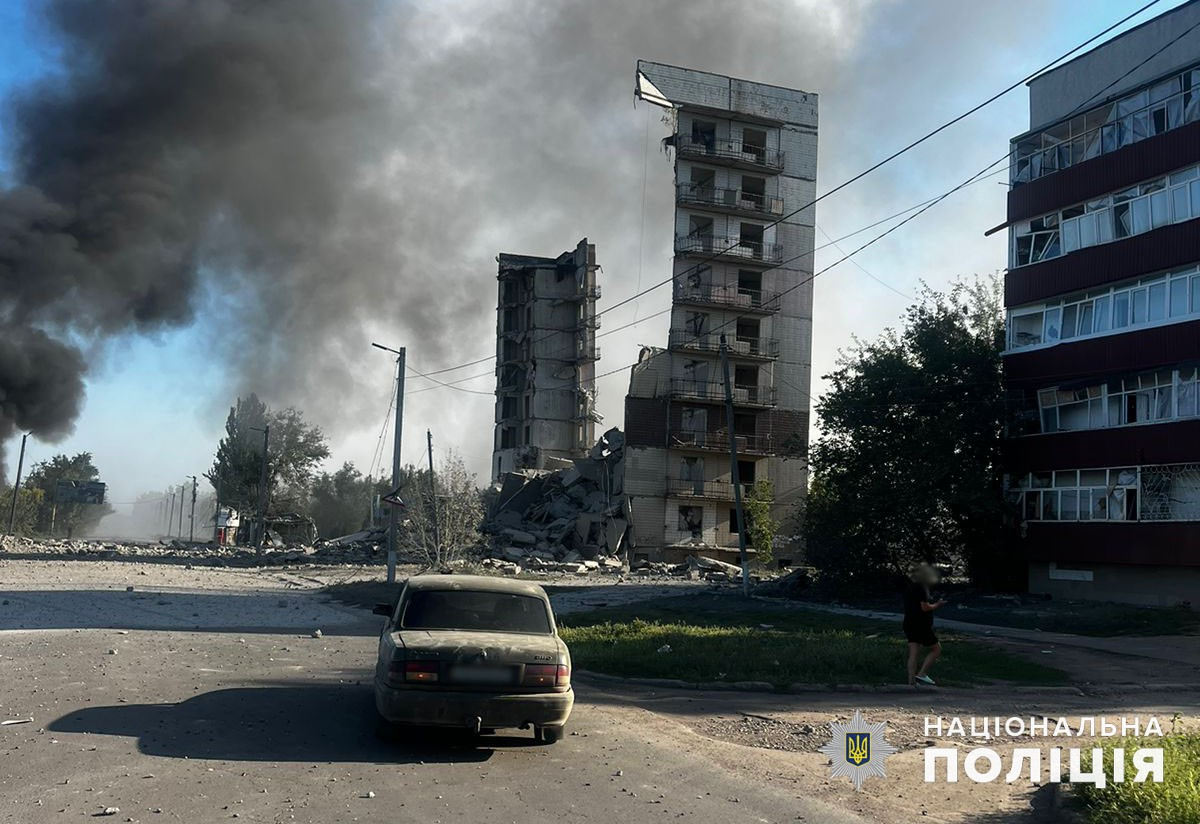

### 18 août
En raison du manque de personnel le commandement russe a envoyé des unités tirées des "troupes spatiales" VKS dans l'oblast de Koursk, composées de soldats qui gardaient des bases aériennes, des installations nucléaires, du personnel d’un cosmodrome, de la station radar Voronej, ainsi que des ingénieurs, des mécaniciens... et quelques officiers d'équipage de conduite organisés en unités de fusiliers motorisés.
L'Ukraine indique avoir détruit une attaque de missiles balistiques nord-coréens de type KN-23
Une attaque de munition rôdeuse ukrainienne incendie un dépôt de carburant à Proletarsk, oblast de Rostov, en Russie, situé à 250 km de la frontière.
En Russie, oblast de Koursk, après avoir indiqué avoir détruit le pont de Glouchkovo sur la rivière Seïm, le commandement ukrainien annonce avoir détruit celui de Zvannoïe.

### 19 août
En Russie, après les ponts de Glouchkovo et Zvannoïe sur la Seïm, l'Ukraine aurait réussi à en endommager un troisième dans la localité de Karyj (ru),.
L'Ukraine revendique l'occupation de 1 250 km2 et de 92 localités  dans l'oblast de Koursk en réponse à ce fait la Russie dit qu'elle ne négociera pas.
Ukraine, l'évacuation des familles avec enfants de la ville de Pokrovsk, oblast de Donetsk, est organisée.

### 20 août
La Russie déclare avoir abattu quarante-cinq drones, une grande partie allait vers Moscou.
Le ministère des Situations d’urgence russe déclare que plus de 122 000 personnes ont été réinstallées depuis le début de l'attaque ukrainienne.
Un grand incendie ravage le dépôt pétrolier de la ville de Proletarsk, oblast de Rostov, en Russie, mobilisant plus de 500 pompiers et en blessant une vingtaine.
Après un bombardement russe, un incendie s'est déclaré dans une installation industrielle de l'oblast de Ternopil à l'ouest de l'Ukraine.

Extinction d’un incendie dans une installation industrielle à Ternopil
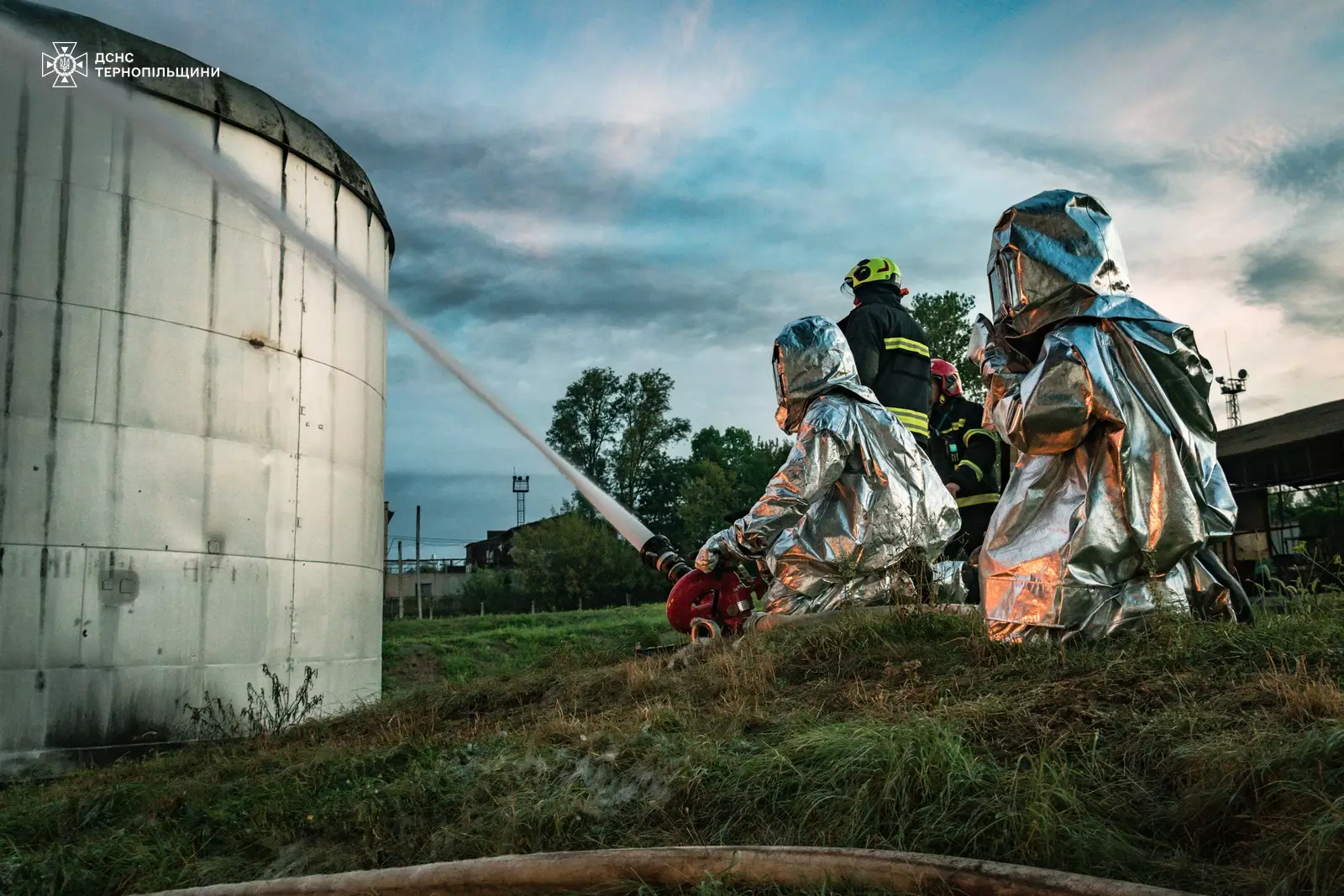

### 21 août
La Rada d'Ukraine a voté pour que la pays rejoigne la Cour pénale internationale.
Le Président Poutine accuse l'Ukraine d'avoir tenté une attaque contre la centrale nucléaire de Koursk.
La Russie progresse dans l'oblast de Donetsk, dans la région Pokrovsk, en capturant de nouveaux villages comme Niou-Iork.

### 22 août
Crimée occupée, l'armée ukrainienne coule un transbordeur chargé de carburants dans le port de Kavkaz, aménagé dans le détroit de Kertch,.
Le Président Zelensky visite le front près de Soumy, oblast de Soumy, proche de la frontière russe ,.
Des drones ukrainiens ont attaqué la base aérienne de Marinovka, dans l'oblast de Volgograd, mettant le feu à des installations de stockage de carburant et de bombes.
L'armée de l'air ukrainienne a bombardé une unité de guerre électronique, un poste de commandement de drones et un point d’appui de peloton dans l'oblast de Koursk avec des bombes planantes GBU-39 de grande précision,.

### 23 août
Les États-Unis annoncent un nouveau programme d'aide militaire à l'Ukraine d'une valeur de 125 millions de dollars, comprenant des missiles Javelin, des lance-roquettes AT4, des obus de calibre 155 mm, des obus de 105 mm, des missiles TOW, des roquettes d'HIMARS, des Humvee et d'autres équipements de démolition et médicaux.
Visite du Premier ministre indien Narendra Modi à Kyïv ; de son côté le Président Joe Biden promet une nouvelle aide à l'Ukraine, « Cette nouvelle enveloppe comprend des missiles antiaériens ... de l'équipement anti-drones et des missiles antiblindés » ainsi que des munitions,.

Le Premier ministre de l'Inde Modi et le Président Zelensky, à droite, en discussion à Kyïv
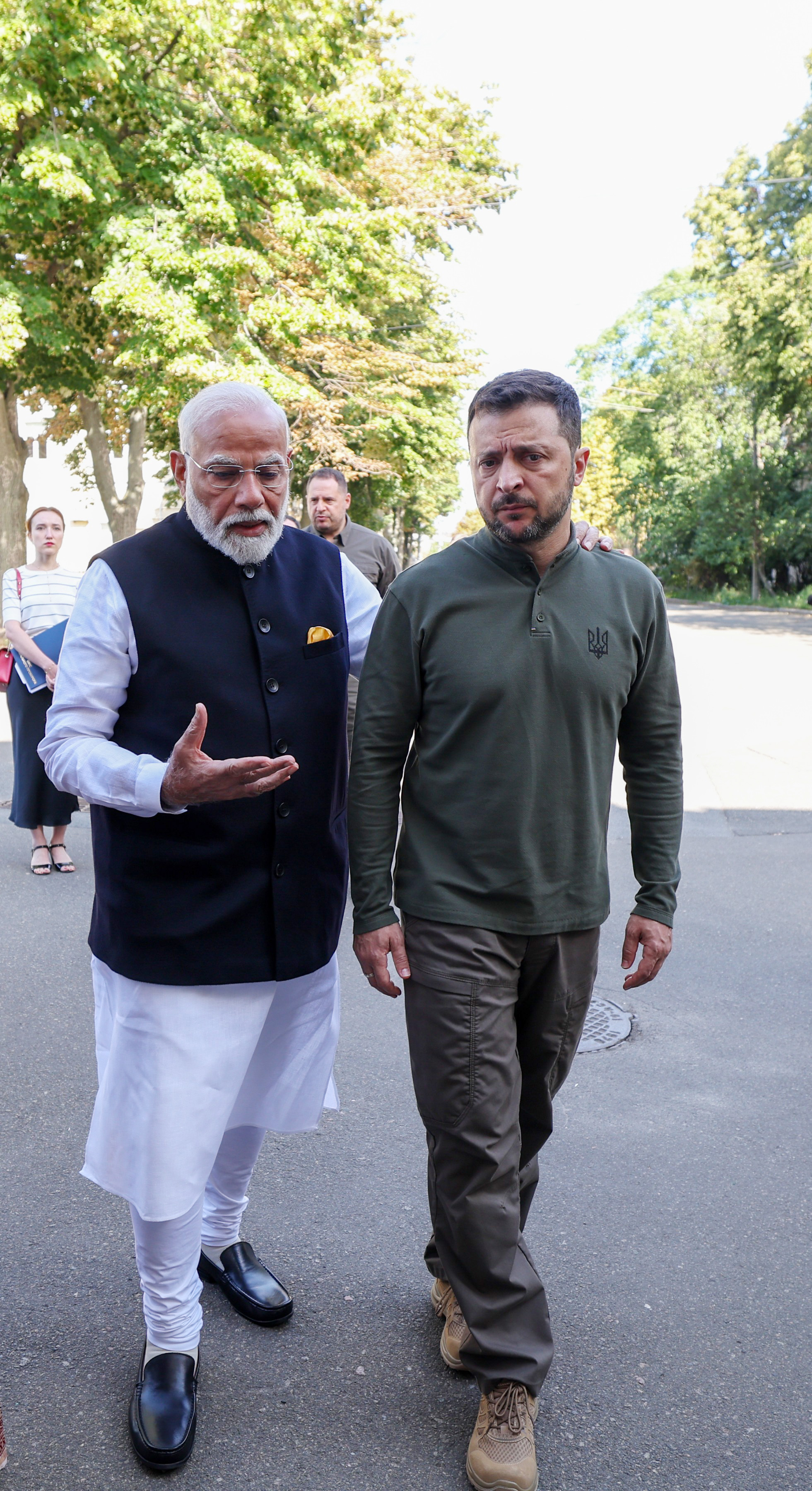

### 24 août
.

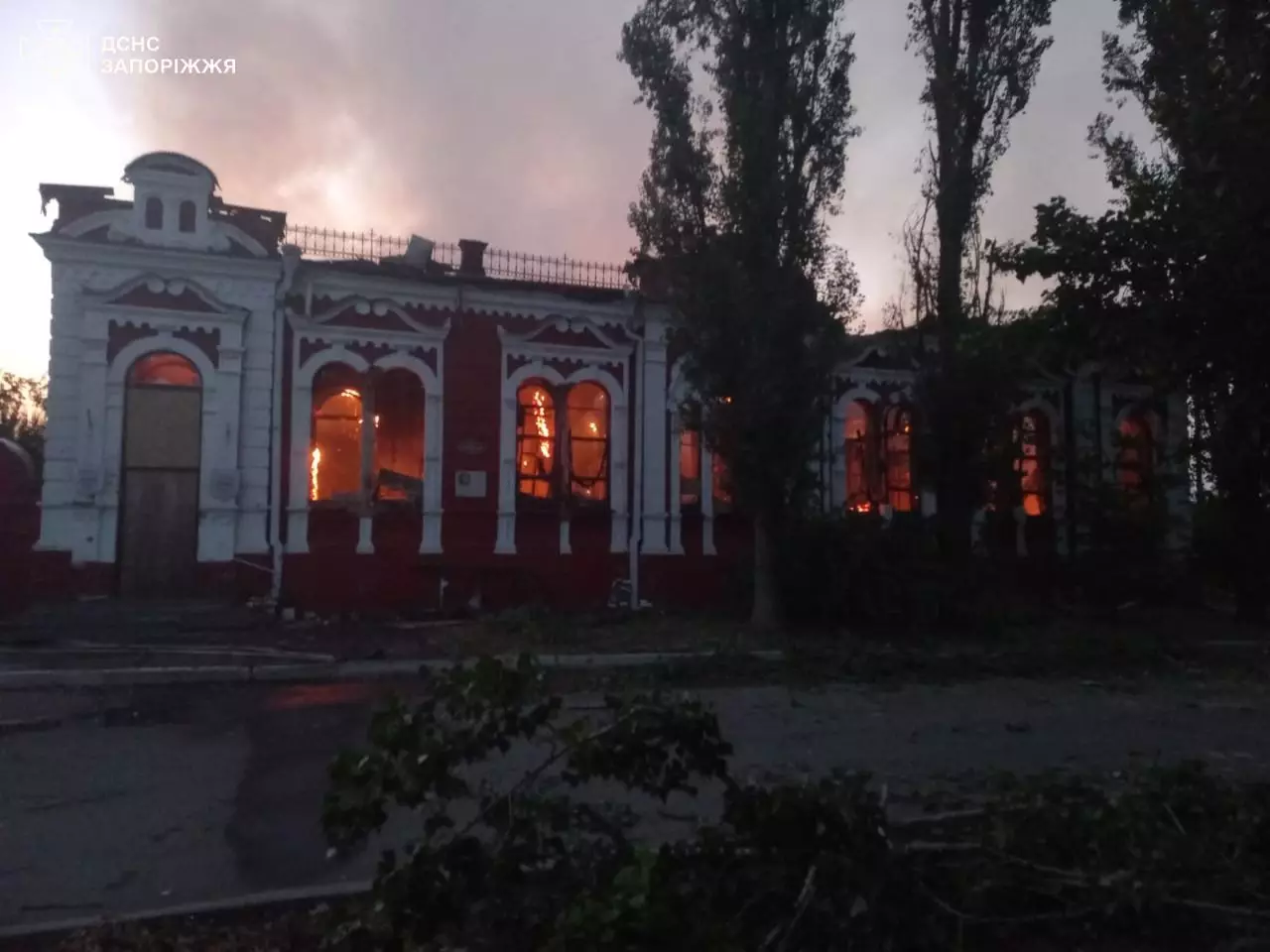
Incendie du musée de Houliaïpole, oblast de Zaporijjia

Le président ukrainien promulgue une loi interdisant l'Église orthodoxe ukrainienne du patriarcat de Moscou,.
Grâce à la médiation des Émirats arabes unis, la Russie et l'Ukraine ont procédé à l'échange réciproque de 115 prisonniers de guerre,,.
Le renseignement du ministère de la Défense de l'Ukraine indique avoir frappé avec succès un dépôt de munitions situé près d'Ostrogojsk, dans l'oblast de Voronej, en Russie ; le ministre de l'Industrie, Oleksandr Kamychine, revendiquant pour cela l'usage du nouveau missile ukrainien Palianytsia,.

### 25 août
Une attaque de missiles russes a  frappé l'hôtel Sapfire qui accueillait des journalistes étrangers à Kramatorsk, oblast de Donetsk .
Le Président Volodymyr Zelensky a déclaré : « en deux ans et demi de guerre totale la Russie a lancé environ 10 000 missiles de différents types et plus de 33 000 bombes planantes sur l'Ukraine. L'arrêt des attaques contre nos villes peut être obtenu en ciblant les porteurs de ces armes, à savoir les avions russes stationnés sur les aérodromes militaires ».
L'Ukraine indique que « la Biélorussie masse un nombre significatif de soldats dans l'oblast de Gomel, près de la frontière nord de l'Ukraine, sous couvert de manœuvres, et avertit les responsables biélorusses de ne pas commettre d'erreur tragique sous la pression de Moscou, et pressent leurs forces armées d'arrêter avec les actes inamicaux et de retirer leurs forces de la frontière ukrainienne, à une distance supérieure à la distance de tir du système biélorusse ».

L' hôtel Sapfire, en ruine après la frappe de missiles russes
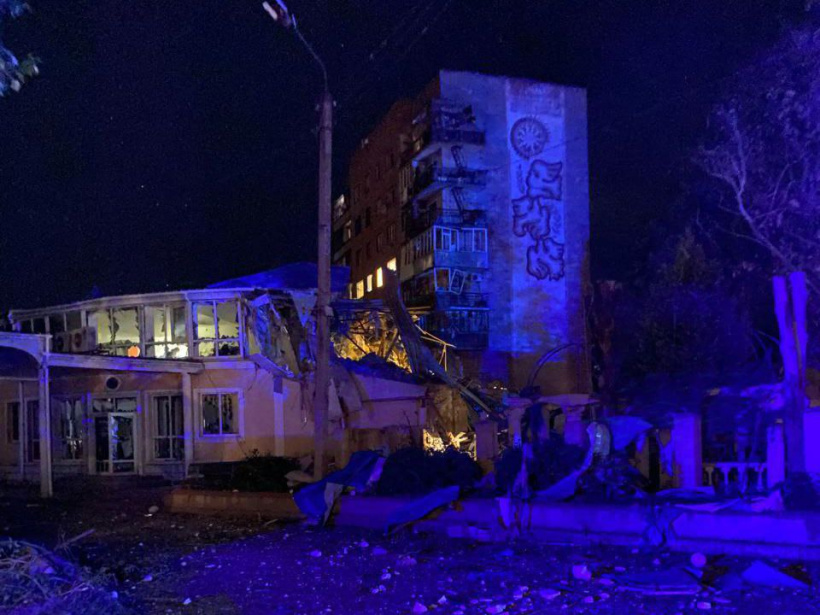

### 26 août
La Russie a lancé une attaque aérienne massive sur 15 oblasts d'Ukraine. 127 missiles et 129 drones ont été lancés et ont touché le système énergétique, dont la centrale hydroélectrique de Kyïv, et entrainé des coupures d'eau et d'électricité. Au moins sept personnes ont été tuées à Loutsk et dans les oblasts de Dnipropetrovsk, Zaporijjia, Poltava et Jytomyr. Ces frappes ont visé aussi des aérodromes et obligé à stopper des trains. Les Tu-95MS et les Tupolev Tu-22M3 partant de la Base aérienne Engels-2 l'alerte avait pu être anticipée,. L'Ukraine revendique avoir intercepté 201 engins aériens (102 missiles et 99 drones) et indique que les F-16 ukrainiens ont été utilisés pour la première fois pour intercepter des missiles de croisière avec des missiles air-air AIM-9 et AIM-120.

### 27 août
La Russie s'est emparée du village de Kalynove (uk), au sud-est de Pokrovsk, oblast de Donetsk, et probablement capturé le village de Kalynove (uk), au sud-ouest de Donetsk et pris le contrôle total de la ville de Novohrodivka, à neuf kilomètres au sud-est de Pokrovsk.
Oleksandr Syrskyi indique que l'armée ukrainienne contrôle 1 294 km2 de territoire et de 100 localités de l'oblast de Koursk et capturé 594 soldats russes depuis le début de son offensive.

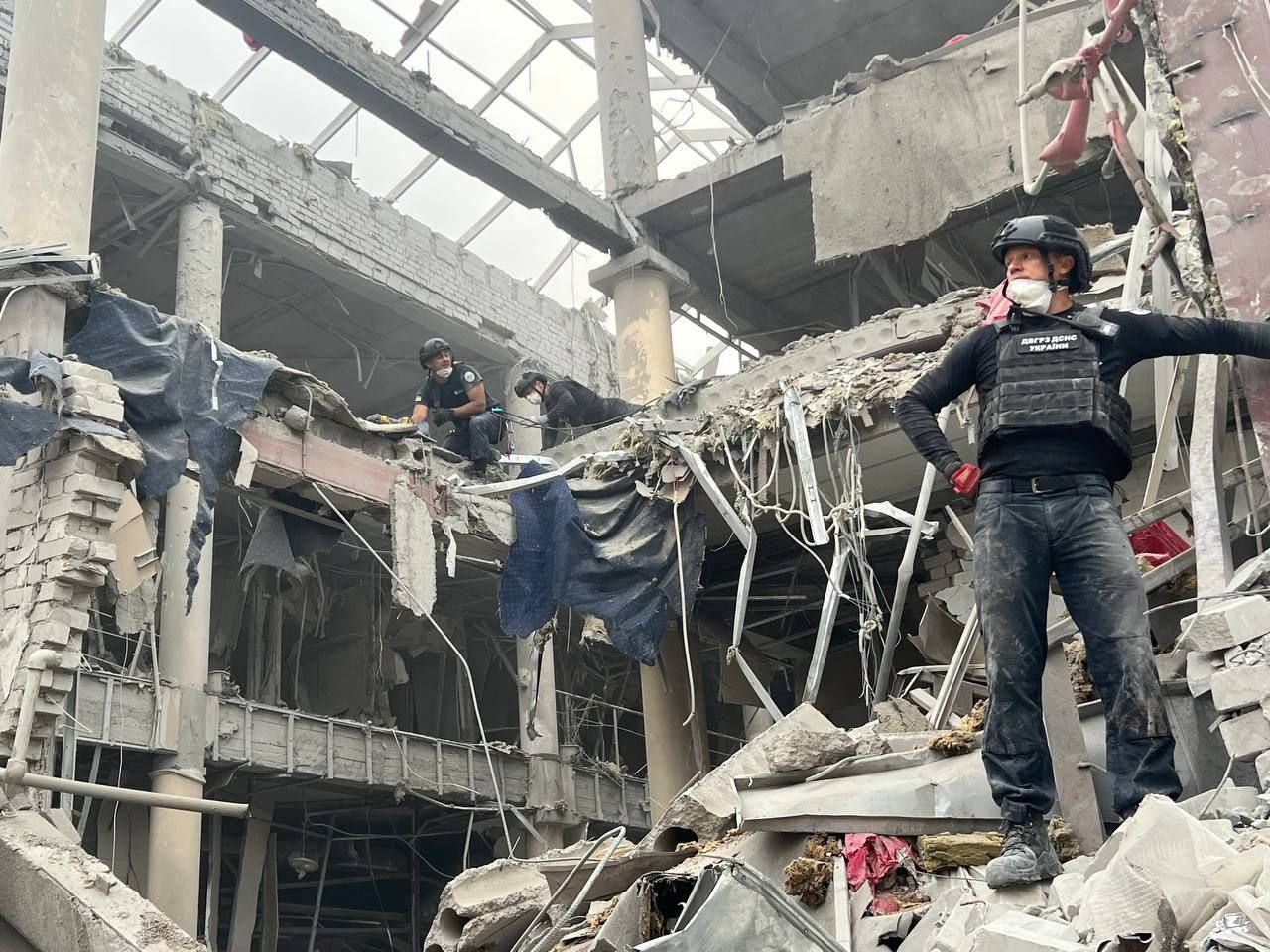
L'hôtel Aurora, en ruine.

Une attaque de quatre-vingt-un missiles et dix drones sur l'Ukraine fait quatre morts et de nombreux blessés lors de la destruction de l'hôtel Aurora à Kryvyï Rih, oblast de Dnipropetrovsk,  et touche aussi d'autres grandes villes. Trois autres personnes ont péri et quatre ont été blessées à Zaporijjia.

### 28 août
Ukraine, l'armée russe progresse dans la ville de Novohrodivka, dans l'oblast de Donetsk.
La 28e brigade mécanisée indique avoir abattu un Su-25, avec un MANPADS, dans la région de Pokrovsk, oblast de Donetsk.
Russie, pour la première fois, cinq drones ukrainiens ont atteint Kotelnitch, dans l'oblast de Kirov, touchant un conteneur de stockage de produits pétroliers de la société Zenit, spécialisée dans le stockage et l'entreposage de produits pétroliers,,.
Le gouverneur (ru) gouverneur de l'oblast de Rostov, Vassili Goloubev (ru), indique que deux réservoirs pétroliers de l'usine Atlas de la société Rosreserv, brûlent après avoir été touchés par des drones et que le dépôt pétrolier attaqué le 18 août, situé à Proletarsk, brule toujours.

### 29 août
Le commandant en chef de l'armée ukrainienne, le général Oleksandr Syrskyi, déclare que les combats entre les forces ukrainiennes et les troupes russes dans la direction de Pokrovsk dans l'oblast de Donetsk sont « extrêmement féroces », les Russes« jettent dans la bataille tout ce qui peut bouger et avancer, en essayant de percer les défenses des troupes [ukrainiennes] ». Selon Syrskyi, l'objectif principal de l'Ukraine est de renforcer ses défenses « dans les zones les plus difficiles du front »et de fournir aux brigades suffisamment de munitions et d'équipement. Le porte-parole de la 24e brigade mécanisée a d'abord déclaré que les troupes russes contrôlaient 40 % du territoire de Chasiv Yar. Il a ensuite déclaré que cette évaluation était incorrecte, et qu'une partie de la ville est sous contrôle russe, mais l'Ukraine ne leur permet pas de traverser le canal dans la partie orientale de la ville, ajoutant que la capture de Chasiv Yar pourrait être « très dangereuse » pour les positions défensives ukrainienne dans l'oblast de Donetsk. Selon le projet DeepState, les Russes contrôlent environ 8% de la ville,.
Un F-16 ukrainien s'est écrasé, et son pilote tué, lors d'une intervention pour repousser une attaque de missiles russes,. Certaines indications suggèrent qu'une batterie de missiles Patriot aurait pu abattre l'avion,.

### 30 août

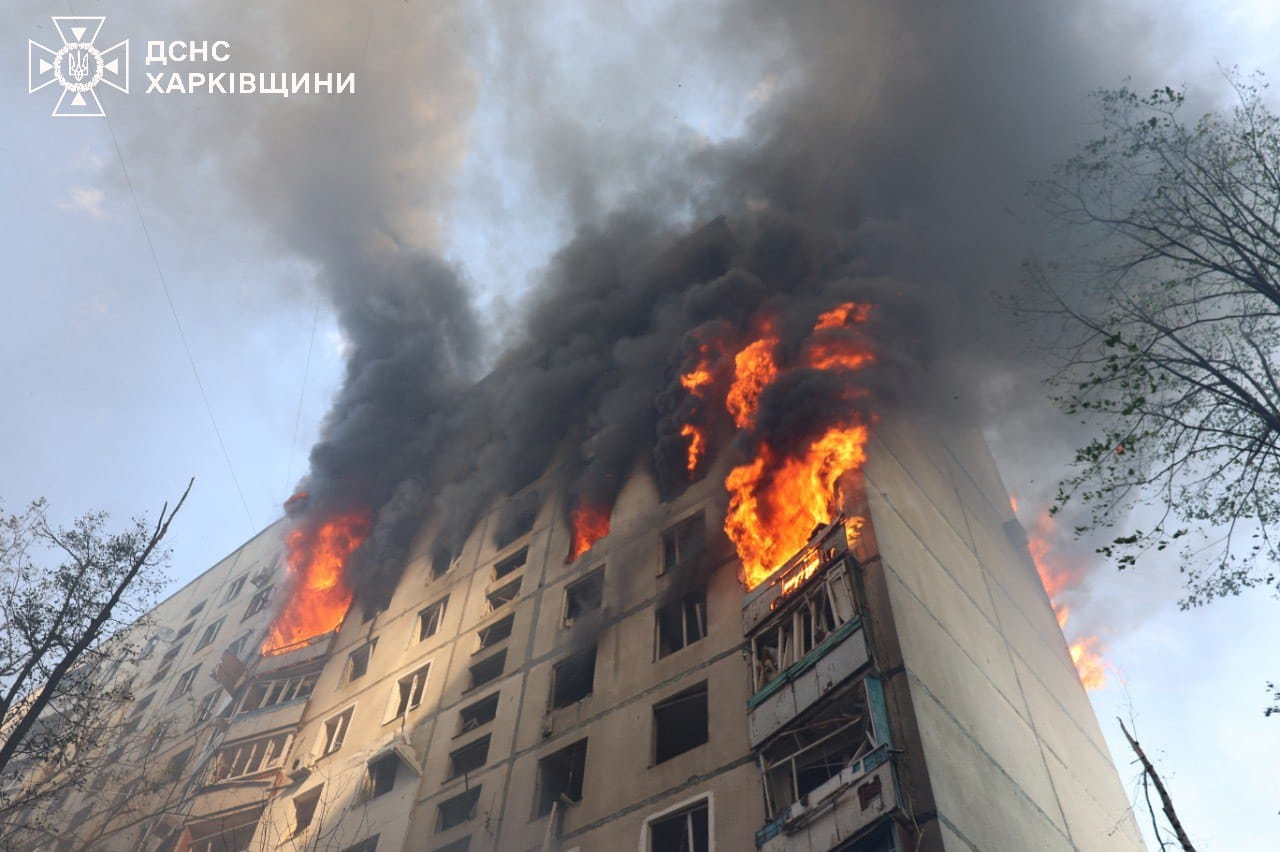
Immeuble en feu à Kharkiv.

Le quartier Nemychliansky à Kharkiv est frappé par une attaque russe faisant six morts et cinquante-cinq blessés.
L'armée russe annonce avoir pris trois nouveaux villages : Novojelanné et Kostiantynivka du Donbas et Synkivka, dans la région de Kharkiv. Une frappe ukrainienne sur l'oblast de Belgorod fait trois morts.
Le Président Zelensky limoge le général Oletchouk à la suite du crash d'un F-16 et le décès de son pilote Oleksii Mes (uk),, et nomme Anatoliy Kryvonojko au poste de commandant par intérim de l'armée de l'air des forces armées ukrainiennes.
La Russie a commencé à retirer 100 membres de la Brigade de l'Ours, une société militaire privée russe, du Burkina Faso afin de les transférer vers l'oblast de Koursk pour combattre les forces ukrainiennes,.

### 31 août
Selon le site russe indépendant Mediazona, en collaboration avec le service russe de la BBC, plus de 66 000 soldats russes auraient été tués depuis le début de l'invasion de Ukraine en février 2022.
L'Ukraine indique avoir abattu un drone Kronstadt Orion dans l'oblast de Koursk.
Le ministre de la Défense néerlandais Ruben Brekelmans déclare que les Pays-Bas vont fournir à l'Ukraine 28 véhicules amphibies Viking Bandvagn S10.

### Septembre 2024
Pour les événements suivants, voir Chronologie de l'invasion de l'Ukraine par la Russie (septembre 2024).